# Tiden og Uret
|  | Denne artikel er oprettet af botten PalnaBot ud fra en ekstern database. Den kan derfor have sproglige fejl eller mangler. Denne skabelon kan fjernes efter kontrol af indholdet. |

Tiden og Uret er en dokumentarfilm fra 1946 instrueret af Hagen Hasselbalch efter manuskript af Hagen Hasselbalch.

## Handling
En tankevækkende film om forskellige tidsaldres metoder til at udmåle tiden - fra soluret til Jens Olsens Verdensur.